# 大学入試センター
独立行政法人大学入試センター（だいがくにゅうしセンター、英: National Center for University Entrance Examination、略称: DNC）は、大学入学共通テストを実施する独立行政法人。文部科学省が所管する。
略称とドメイン名は日本語のローマ字読み（Daigaku Nyushi Center）から取られている。

## 歴史
- 1977年5月、国立学校設置法の改正を受けて大学共通第1次学力試験の準備機関として設立され、1979年1月に国立大学の共同利用機関として、第1回共通第1次学力試験を実施する。
- 1988年5月、大学入試情報の提供が業務範囲に加えられ、同年10月、キャプテンシステムを用いて大学情報の提供（「ハートシステム」）を開始。同システムはインターネット上での提供が続けられていたが、2011年3月末をもって廃止された。
- 1990年1月、共通1次試験を改めて設けられた、大学入試センター試験の運営団体となる。
- 1999年12月、独立行政法人大学入試センター法が制定され、2001年4月に独立行政法人に移行した。
- 2003年8月、法科大学院適性試験を開始。
- 2010年7月、法科大学院適性試験の実施を終了（適性試験課を廃止）。
- 2012年1月、センターで初めて意思確認ミスによる再試験を実施[1]。
- 2021年1月、大学入試センター試験に代わる大学入学共通テストを開始。

大学入学共通テストは現在、国公立大学のみならず、多くの私立大学や短期大学でも採用されている。

## 所在地・交通アクセス
- 〒153-8501 東京都目黒区駒場2丁目19番23号
  - 隣接する駒場野公園とともに、かつての東京教育大学校地にある。
- 京王井の頭線駒場東大前駅西口より徒歩5分

## 歴代所長・理事長

### 所長 (独立行政法人前)
1. 加藤陸奥雄 (1977年-1982年、東北大学学長)
2. 小坂淳夫 (1982年-1985年、元岡山大学学長)
3. 堯天義久 (1985年-1988年、元神戸大学学長)
4. 有江幹男 (1988年-1992年、元北海道大学学長)
5. 高橋良平 (1992年-1996年、元九州大学学長)
6. 廣重力 (1996年-1999年、元北海道大学学長)
7. 丸山工作 (1999年-2001年、元千葉大学学長)

### 理事長
1. 丸山工作 (2001年4月-2004年)
2. 荒川正昭 (2004年-2007年、元新潟大学学長)
3. 吉本高志 (2007年-2013年、元東北大学総長)
4. 山本廣基 (2013年-2022年、元島根大学学長)
5. 山口宏樹 (2022年-、元埼玉大学学長)

## 高校コード
DNCでは各高校（高等専門学校と特別支援学校高等部を含む）に「高校コード」という、5桁の数字と1ケタのアルファベット (チェックディジット)から構成されている識別子を割り振って業務に利用している。なお各高校の他、日本の高等学校の卒業生以外（高卒認定試験合格者・外国の学校・専修学校高等課程など）の受験者にも「高校コード」が割り振られている。高校コード表はDNCのHPにてPDFで公開されている。